# 혼조정 (사이타마현)
혼조정(本庄町)은 사이타마현의 북부, 고다마군에 속했던 정이다. 이전 혼조주쿠가 단독으로 정으로 시행했기 때문에 오아자는 편성되지 않았다.
쇼와 29년 주변 촌들과 합병해 시로 승격한 후에도 구 혼조정 지역은 오아자가 없는 상태가 계속되었고, 현재의 혼조시까지 이어져 왔다.

## 역사
- 1889년 4월 1일 - 정촌제 시행에 의해 이전 혼조주쿠를 계승하여 고다마군 혼조정이 성립하였다.
- 1954년 7월 1일 - 후지타촌, 닛테촌, 아사히촌, 기타이즈미촌과 합병해, 혼조시가 성립하여, 동일 혼조정은 폐지되었다.

## 참고문헌
- 大日本篤農家名鑑編纂所編『大日本篤農家名鑑』大日本篤農家名鑑編纂所、1910年。
- 高崎雅雄編『大日本医師名簿』光明社、1925年。
- 交詢社編『日本紳士録 第46版』交詢社、1942年。